# ブランデー・クラスタ

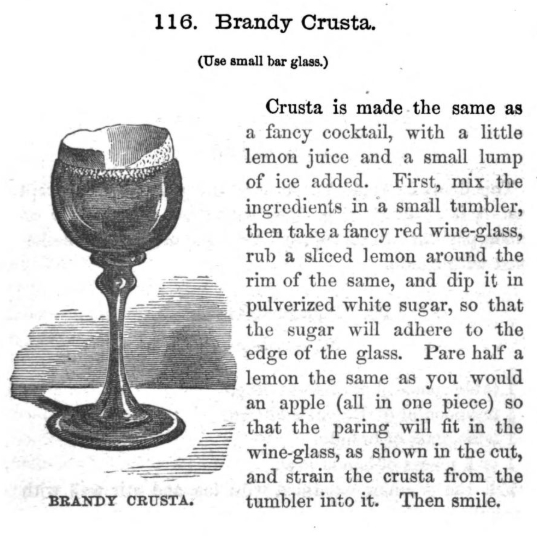
1862年発行のカクテルブック掲載

ブランデー・クラスタ（英語: brandy crusta）はブランデーを使用したカクテル。国際バーテンダー協会(IBA)公認カクテルの1つである。

## 概要
19世紀中ごろにアメリカ合衆国ニューオーリンズでバーテンダーをしていたジョゼフ・サンティーニ（Joseph Santini）が考案したとされる。
砂糖によるスノースタイルと螺旋状に剥いた果実の皮を飾るスタイルはクラスタとして確立されていった。
本カクテルがコニャックを使うカクテル・サイドカーの誕生に影響を与えたと言われる。

## レシピの例
IBAによるレシピを以下に記す。
材料
- ブランデー - 52.5ml
- マラスキーノ - 7.5ml
- キュラソー - 1tsp
- フレッシュ・レモン・ジュース - 15ml
- シロップ - 1tsp
- アンゴスチュラ・ビターズ - 2dashes

作り方
1. スライスしたオレンジ（またはレモン）でカクテルグラスの縁を濡らし、砂糖でスノースタイルにする。
2. ミキシンググラスに材料を入れ、ステアする。
3. カクテルグラスに注ぐ。
4. 螺旋状に剥いたオレンジの皮（またはレモンの皮）を飾る。